# ديفيد أسولين
ديفيد اسولين (بالفرنسية: David Assouline)‏ مؤرخ وسياسي فرنسي؛ وهو عضو بارز في الحزب الاشتراكي بفرنسا كما شغل منصب عضو في مجلس الشيوخ في باريس ومستشار ببلدية باريس.

## حياته

### حياته الشخصية
ولد ديفيد يوم 16 يونيو 1959 بمدينة صفرو بالمغرب وهو ينتمي لعائلة مغربية كبيرة من اليهود السفارديم. انتقلت عائلته لفرنسا سنة 1967 فاستقروا ببلدية كروي، ثم تحصل على الجنسية الفرنسية سنة 1973 , وأنتقل إلى باريس سنة 1980 فتزوج هناك وأنجب 3 اولاد.

### دراسته وعمله
حصل ديفيد على درجة الماجستر في التاريخ كما نال شهادة الكفائة للتدريس بالثانوية في نفس التخصص. فبدأ عمله كمدرس للتاريخ في أكثر من ثانوية في باريس.
أصبح فيما بعد مؤرخ مختص بتاريخ الهجرات فشارك في تأليف بعض الكتب مثل «ربيعنا فالشتاء»,«من المنجم لساحة المعركة» و«من البناء للمواطنة». كما كتب وأخرج الفيلم الوثائقي «بين الجنة المفقودة والأرض الموعودة في تاريخ يهود المغرب».
و يحسب له تأليف العديد من الابحاث والدراسات حول قمع الجزائريين في فرنسا خلال حرب التحرير الجزائرية.كما كان أول من اكتشف ونشر محفوظات مكتب المدعي العام في باريس التي تثبت بشكل قاطع وفاة العشرات من الجزائريين في أعقاب قمع الشرطة بموجب أوامر موريس بابون في 17 أكتوبر 1961.

### مسيرته السياسية

#### أقصى اليسار
بدأ ديفيد انسولين مسيرته السياسية داخل الحركة الطلابية في المدرسة الثانوية. فعارض التيار الذي يقوده نشطاء الحركة الشيوعية الفرنسية الشابة وانضم إلى صفوف التروتسكيين بالمنظمة الشيوعية الأممية (OIC)، والتي تم استبعاده منها مع بعض الافراد الذين سيشكلون رابطة العمال الثوريين فيما بعد والتي سيصبح أحد القادة بها.
بعد حصوله على الباكالوريا ودخزل ديفيد للجامعة انضم للحركات العمالية وشارك في مسيرات عدة ضد اليمين المتطرف كمسيرة النحل سنة 1983 والاضراب ضد مشروع Devaquet سنة 1986.
بعد فترة وجيزة من انضمام رابطة العمال الثوريين التي ينتمي اليها ديفيد إلى الرابطة الشيوعية الثورية. أصبح أحد قادة حملة المرشح الشيوعي بيير جوكين خلال الانتخابات الرئاسية لعام 1988 .
بعد ان انهى دراسته، أصبح ديفيد اسولين أستاذًا للتاريخ والجغرافيا ولكنه ظل ناشطًا سياسيا. وقد ميز نفسه بشكل خاص من خلال الاستثمار جنبًا إلى جنب مع برونو لانجلوا في حركة «لا تفك الشفرة»  وضد إصلاح قانون الجنسية عام 1993 ، ثم في عام 1999 في «اوقفوا العنف».
ترشح ديفيد ضد آلان ديفاكيه في الدائرة السابعة في باريس في الانتخابات التشريعية لعام 1988 ، في عام 1989 قاد قائمة أقصى اليسار «باريس الكوميون» في الدائرة العشرين في باريس حيث تحصل على 2٪ من الأصوات.

#### الحزب الاشتراكي
في عام 1995 ، انضم إلى الحزب الاشتراكي وأصبح مدير حملة القوائم الاشتراكية. ثم انتُخب في المجلس البلدي للدائرة العشرين. وفي عام 2001 تم انتخابه مستشارًا في بلدية باريس. وتم انتخابه سبتمبر 2004 لمجلس الشيوخ.
داخل الحزب الاشتراكي كان ديفيد هو الأمين الوطني المسؤول عن شؤون الدفاع. وهو أحد قادة حركة الحزب الاشتراكي الجديد واصبح فيما بعد الناطق الرسمي للحزب.
عين ديفيد أسولين كنائب رئيس مجموعة الصداقة الفرنسية الإسرائيلية في مجلس الشيوخ.
و بالنسبة لانتخابات مجلس الشيوخ لعام 2017 ، فقد حل تالثا في قائمة PS في باريس. وأعيد انتخابه عضوًا في مجلس الشيوخ.

## المناصب
- عضو مجلس الشيوخ بباريس
- نائب الرئيس بمجلس الشيوخ بباريس
- نائب رئيس مجموعة الصداقة الفرنسية الإسرائيلية في مجلس الشيوخ
- مستشار بلدية باريس
- عضو بالحزب الاشتراكي
- الناطق الرسمي للحزب الاشتراكي
- الأمين الوطني المسؤول عن شؤون الدفاع في الحزب الاشتراكي

## الأوسمة

وسام الشمس المشرقة

وسام الشمس المشرقة (نجم ذهبي وفضي).